# Josef Lang (Politiker, 1954)

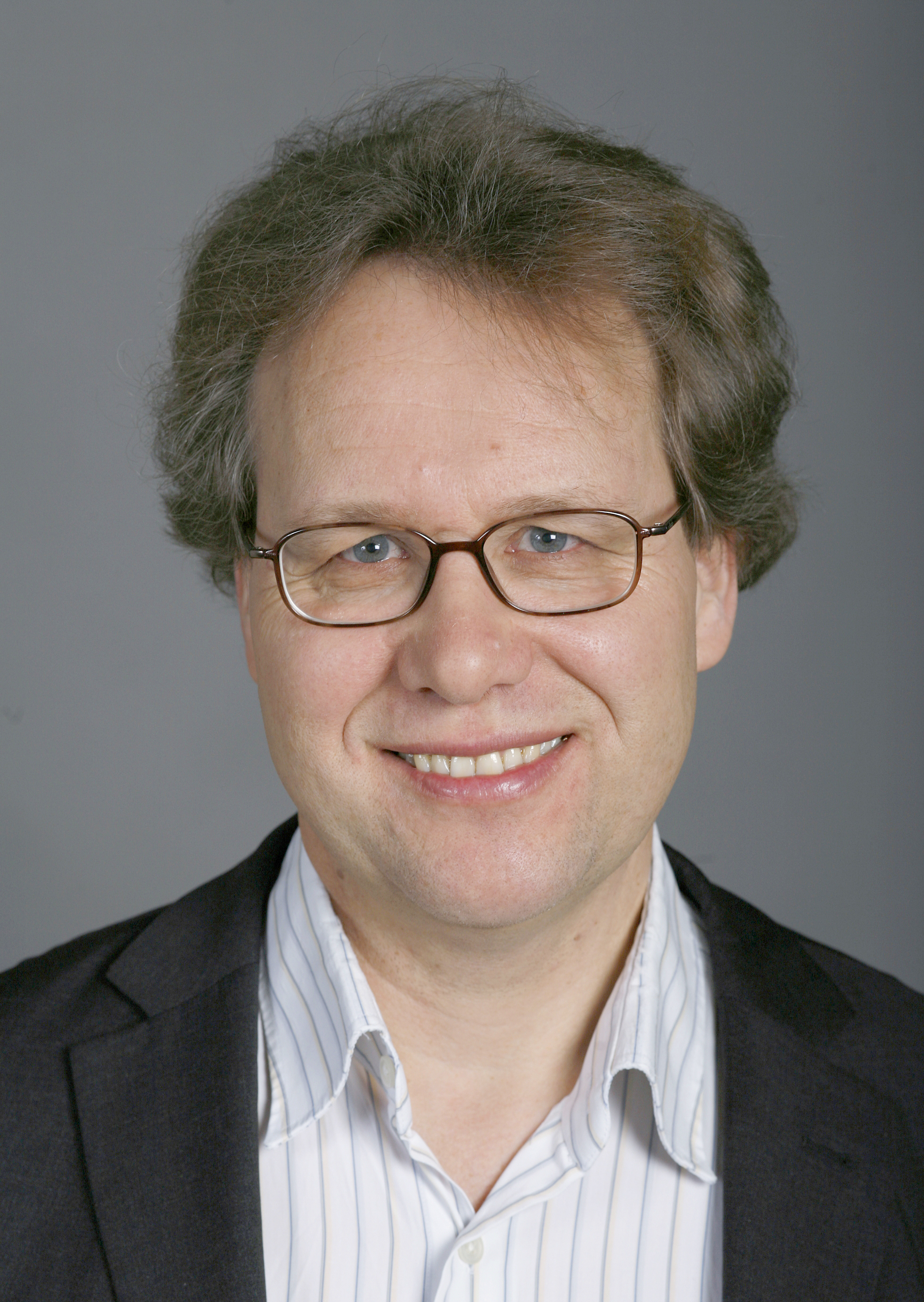
Josef Lang (2007)

Josef Wendelin «Jo» Lang (* 29. April 1954 in Aristau; heimatberechtigt ebenda) ist ein Schweizer Historiker und Politiker (Alternative).

## Politische Karriere
Lang wurde 1982 für die Sozialistische Arbeiterpartei (SAP) in den Zuger Gemeinderat gewählt und zählte 1986 zu den Gründungsmitgliedern der Sozialistisch Grünen Alternative Zug (SGA). Er stiess kurz nach ihrer Gründung 1982 auch zur Gruppe für eine Schweiz ohne Armee (GSoA). Vom März 1991 bis zum März 1997 war er Präsident der SGA. Die lokalen Gruppierungen haben sich in der Alternative Kanton Zug zusammengeschlossen, deren Präsident Lang ab April 2006 war.
1994 wechselte Lang vom Gemeinderat in den Kantonsrat von Zug, aus dem er 2004 zurücktrat. Bei den Schweizer Parlamentswahlen 2003 wurde er als einer von drei Abgeordneten des Kantons Zug in den Nationalrat gewählt. Dort war er Mitglied der Grünenfraktion. Bei den Wahlen vom 23. Oktober 2011 wurde er knapp um 150 Stimmen nicht wiedergewählt, weil die verbundenen Listen seiner Partei und der SP Wähleranteile einbüssten. Am 21. April 2012 wurde Lang ins vierköpfige Vizepräsidium der Grünen Partei der Schweiz gewählt.

## Berufliche Karriere
Lang promovierte 1980 bei Rudolf von Albertini an der Universität Zürich. Er arbeitete 35 Jahre lang (1982 bis 2017) als Berufsschullehrer an der Baugewerblichen Berufsschule Zürich (BBZ). 1981 war aufgrund seiner Kritiken gegen den Finanzplatz Zug gegen ihn ein Berufsverbot an der Kantonsschule Zug ausgesprochen worden. 1996 entschuldigte sich die Zuger Regierung für das Berufsverbot. Ab September 2013 schrieb er eine Kolumne für die NZZ am Sonntag.

## Privates
In der Schweizer Armee bekleidete er den Rang eines Soldaten. Lang ist seit 2003 verheiratet und wohnt seit 2012 in Bern.

## Schriften (Auswahl)
- Das baskische Labyrinth. Unterdrückung und Widerstand in Euskadi. Internationale sozialistische Publikationen, Frankfurt am Main 1983 (Dissertation, Universität Zürich, 1980); 2., erweiterte Auflage 1988, ISBN 3-88332-073-0.
- Die Seele der Nation: Die Bedeutung einer Schweiz ohne Armee. Internationale sozialistische Publikationen, Frankfurt am Main 1989, ISBN 3-88332-173-7.
- mit Peter Huber (Hrsg.): Solidarität mit der schweizerischen Revolution: Die deutsche «Adressen»-Bewegung 1847/48. Chronos, Zürich 1998, ISBN 3-905312-86-7.
- Ultramontanismus und Antisemitismus in der Urschweiz – oder: Der Kampf gegen die Säkularisierung von Staat und Gesellschaft (1858–1878). In: Olaf Blaschke, Aram Mattioli (Hrsg.): Katholischer Antisemitismus im 19. Jahrhundert: Ursachen und Traditionen im internationalen Vergleich. Orell Füssli, Zürich 2000, ISBN 3-280-02806-X, S. 337–372.
- Sakrales und Profanes aus dem Zugerland: Beiträge zur Religions- und Kulturgeschichte. Bannverlag Zug, Zug 2007, ISBN 978-3-9522657-3-4.
- mit Pirmin Meier: Kulturkampf. Die Schweiz des 19. Jahrhunderts im Spiegel von heute. Verlag Hier und Jetzt, Baden 2016, ISBN 978-3-03919-398-1.
- Demokratie in der Schweiz. Geschichte und Gegenwart. Verlag Hier und Jetzt, Baden 2020, ISBN 978-3-03919-486-5.[8]